# .lr
.lr est le domaine national de premier niveau (country code top level domain : ccTLD) réservé au Liberia. Il est introduit le 9 avril 1997 et est exploité par Data Technology Solutions, Inc..

## Historique
L'utilisation du domaine .lr est très faible, on compte 303 noms de domaine en .lr en 2017 et 403 en 2021.

## Propriétés
L'enregistrement est limité à ceux qui ont une présence locale et qui ont l'intention d'utiliser le domaine. L'inscription n'est possible que par email en utilisant un formulaire ASCII complété. 

## Domaines de second niveau
- com.lr : Entités commerciales
- edu.lr : Écoles délivrant des diplômes de baccalauréat
- gov.lr : Entités gouvernementales
- org.lr : Organisations à but non lucratif
- net.lr : Infrastructure réseau (ierouters) uniquement